# Valerie Höhe
Valerie Höhe är ett berg i Österrike.   Det ligger i distriktet Lilienfeld och förbundslandet Niederösterreich, i den östra delen av landet, 40 km väster om huvudstaden Wien. Toppen på Valerie Höhe är 618 meter över havet.
Terrängen runt Valerie Höhe är lite kuperad. Närmaste större samhälle är Pyhra, 16,3 km nordväst om Valerie Höhe. 
I omgivningarna runt Valerie Höhe växer i huvudsak blandskog. Runt Valerie Höhe är det ganska tätbefolkat, med 65 invånare per kvadratkilometer.